# تری-یدوتیرونین وارون
تری-یدوتیرونین وارون (به انگلیسی: Reverse triiodothyronine) با فرمول شیمیایی C۱۵H۱۲I۳NO۴ یک ترکیب شیمیایی با شناسه پاب‌کم ۲۲۰۶۹ است. که جرم مولی آن ۶۵۰٫۹۷۴ g/mol می‌باشد. 